# Pelegrina exigua
Pelegrina exigua là một loài nhện trong họ Salticidae.
Loài này thuộc chi Pelegrina. Pelegrina exigua được Richard C. Banks miêu tả năm 1892.

## Hình ảnh

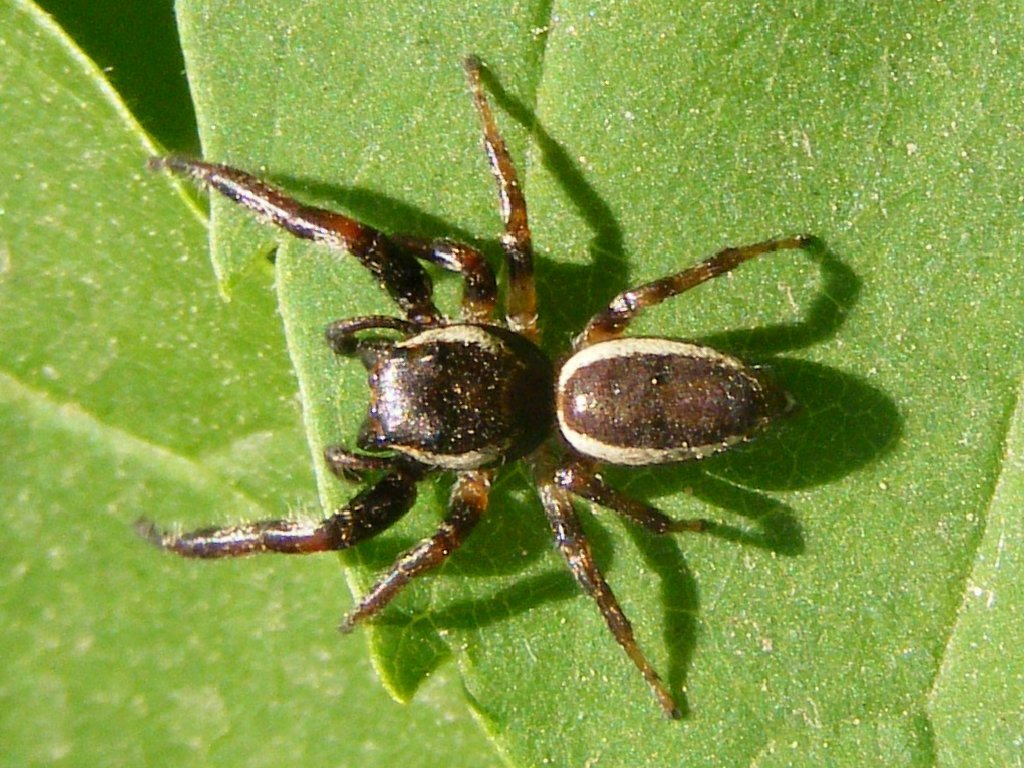
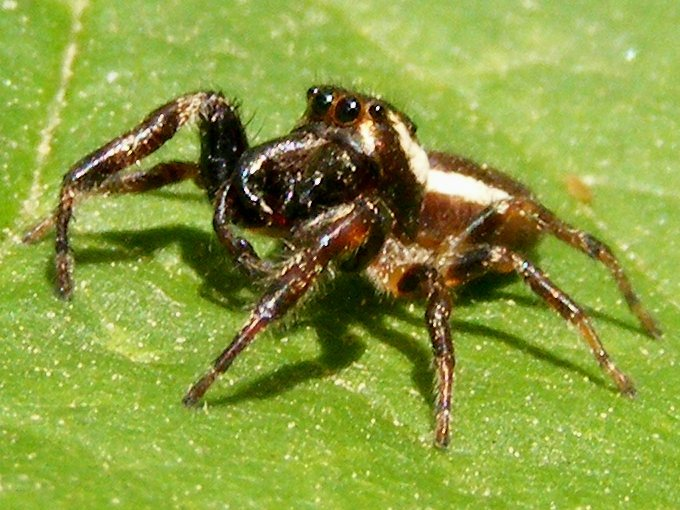
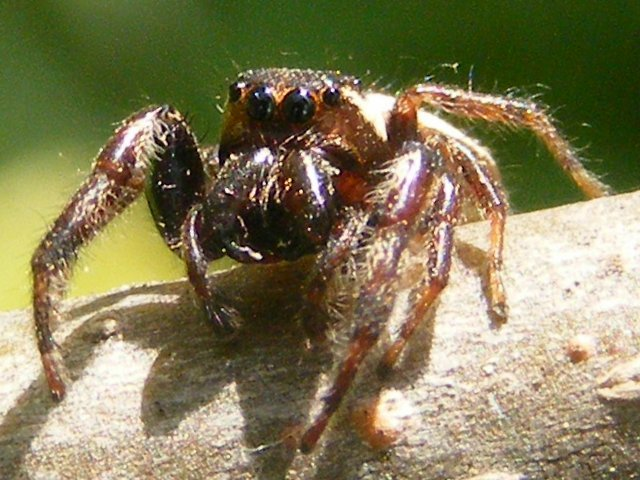